# 2BA Jacoby
2BA Jacoby (ang. Jacoby 2NT) – popularna w Ameryce, ale raczej nieużywana w Polsce brydżowa konwencja licytacyjna opracowana przez amerykańskiego eksperta Oswalda Jacoby'ego.
Po otwarciu 1♥️️ lub 1♠️ skok odpowiadającego na 2BA pokazuje rękę z fitem, jest forsujący do końcówki i prosi otwierającego o przekazanie więcej informacji na temat jego ręki. W odpowiedzi na 2BA:
- Nowy kolor na wysokości trzech pokazuje krótkość w kolorze licytowanym
- Powtórzenie koloru otwarcia na wysokości trzech pokazuje bardzo silną rękę bez krótkości
- Zalicytowanie 3BA pokazuje średnią (około 15-17PH) rękę bez krótkości
- Powtórzenie koloru otwarcia na wysokości czterech pokazuje słabą rękę bez krótkości
- Nowy kolor na wysokości czterech pokazuje bardzo silną rękę z dobrym pięciokartowym licytowanym kolorem